# Dixon (Missouri)
Pour les articles homonymes, voir Dixon.
Dixon est une ville du comté de Pulaski, dans le Missouri, aux États-Unis,. Située au nord du comté, elle est fondée en 1869 et incorporée en 1889.

## Démographie
Lors du recensement de 2010, la ville comptait une population de 1 549 habitants. Elle est estimée, en 2016, à 1 472 habitants.

### Source de la traduction
- (en) Cet article est partiellement ou en totalité issu de l’article de Wikipédia en anglais intitulé « Dixon, Missouri » (voir la liste des auteurs).